# Тумгоев, Алихан Магомедович
Алихан Магомедович Тумгоев (род. 1 декабря 1963, Целиноград) — российский ингушский государственный деятель, глава Назрани (2012—2019).

## Биография
Родился 1 декабря 1963 года в Целинограде (сейчас Астана), Казахская ССР.
В 1983—1985 годах проходил срочную службу в Вооружённых силах СССР
В 1985—1988 годах работал учеником токаря и литейщиком на заводе «Электроинструмент» в Назрани, в 1988 году — бетонщиком в МП МК «Экажевское», в 1988—1991 годах — мастером участка в кооперативе «Эздел» в Назрани, в 1997—1998 годах — охранником в компании «МФПО» в Назрани.
В 1998—2000 годах являлся специалистом отдела в компании «Электротекс», в 2000—2004 годах — инспектором Управления госэнергонадзора по Ингушетии, в 2011—2013 годах — директором ПОЖКХ Назрани.
В 2011 году окончил Институт финансов и права в Махачкале по специальности «Финансы и кредит».
В января 2012 года занял должность главы Назрани. 24 сентября 2019 года покинул сдолжность в связи с истечением срока полномочий. После этого уехал в Германию для удаления опухоли, в сентябре по возвращению в Ингушетию попал в реанимацию из-за ухудшения состояния.
В 2021 году у Тумгоева прошёл обыск по подозрению в превышении им должностных полномочий в руководства Назранью.
Член партии «Единая Россия». Женат, имеет четверых детей.

## Награды
- Медаль ордена «За заслуги перед Отечеством» II степени[2].
- Орден «За заслуги» (Ингушетия, 2003)[2].